# ポー
ポー (Pau) は、フランス南西部、ヌーヴェル＝アキテーヌ地域圏、ピレネー＝アトランティック県の県庁所在地である。ピレネー山脈の渓流ポー川沿いに位置する。同県では最も人口が多く、また旧アキテーヌ地域圏では2番目に人口の多い都市だった。2012年の人口は78,506人。近隣都市を含めた人口は約18万人、ポー都市圏には約22万人が住む。

## 地名の由来
必ずしも明らかではないが、見張りのための砦が築かれたことから、オック語の「杭」を意味する語 pal にちなんで命名されたとされる。

## 歴史

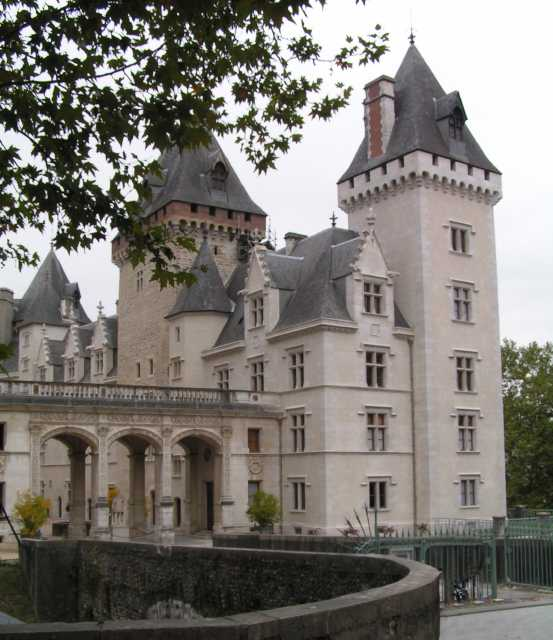
ポー城

1464年、ポーはベアルン地方の首都となった。フォワ伯ガストン3世がポー城を改築、のちフランシスコ1世らナバラ王家の人々の居城となった。16世紀にはマルグリット・ダングレームがこの城で暮らし、その娘のジャンヌ・ダルブレはこの城でのちにアンリ4世となる男児を出産、ベアルンの古式に則って、唇にニンニクを当て、ジュランソンワインを塗る洗礼を行なった。
初代ウェリントン公爵アーサー・ウェルズリーをはじめ、ポーはイギリス人に保養地として愛され、ヨーロッパ大陸初の本格的なゴルフコースやテニスコートも作られた。

## 産業
主な産業は天然ガスの採取、機械工業、食品加工業である。ポー大学の本部がある。

## 名産
古い都市であり、フォアグラ、鴨のコンフィ、カスレ（鵞鳥や豚などの肉とインゲン豆を煮たシチュー）、プール・オ・ポ（鶏肉のポトフ）、ガルビュール（ポタージュ・ガルビュールとも。キャベツや鵞鳥を主材料とするシチュー）などの名産品や名物料理でも知られる。

## スポーツ

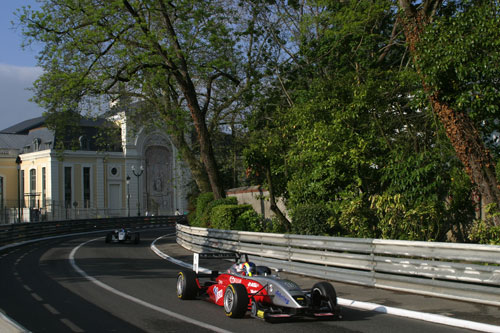
ポー・グランプリ。画像はフォルテック・モータースポーツチームのF3カーに乗るイェルマー・バーマン(2006年)

コースマップ

- ポーにはサッカークラブ・ラグビーやバスケットボールのチームなども存在しているが、市街地サーキットを使用したポー・グランプリが有名である。初開催は1901年と古く、定期的にレースが開催されるようになったのは1933年のことである。1964年から1984年まではフォーミュラ2、1985年から1998年まではフォーミュラ3000、1999年から2006年まではフォーミュラ3といったフォーミュラカーのレースが開催されていたが、2007年よりWTCCが開催されている。
- ツール・ド・フランスのピレネー山脈超えステージのスタート地点ないしゴール地点として、コースに組み入れることが多く、2015年時点ではパリ、ボルドーに次ぐ3番目の登場回数となっている。

## 人口統計
| 1962年 | 1968年 | 1975年 | 1982年 | 1990年 | 1999年 | 2006年 | 2012年 |
| ------ | ------ | ------ | ------ | ------ | ------ | ------ | ------ |
| 59 937 | 74 005 | 83 498 | 83 790 | 82 157 | 78 732 | 83 903 | 78 506 |

出典:1999年までLdh/EHESS/Cassini、2004年以降INSEE

## 関係者
出身者
- アンドレ・クレージュ（ファッションデザイナー）

居住その他ゆかりある人物
- マリー・デュボア（フランス語版） - 女優。2014年ピレネー地方ポー近郊レスカー (fr) で死去。パリ近郊ヴィル＝ダヴレー墓地に埋葬。

## 姉妹都市
- ゲッティンゲン ドイツ
- 甲府市 日本
- サラゴサ スペイン
- 西安市 中華人民共和国
- スウォンジ ウェールズ
- セトゥバル ポルトガル
- ダロア コートジボワール
- ピストイア イタリア
- モービル アメリカ合衆国